# Blodnik
Blodnik – wieś w Słowenii, w gminie Zagorje ob Savi. W 2018 roku liczyła 31 mieszkańców.